# DisneyMania 7
DisneyMania 7 is het zevende en op dit moment laatste deel van de DisneyMania-cd-serie uitgegeven door Walt Disney Records.  Het album bevat klassieke Disney-liedjes met een modern tintje.

## Liedjes
1. Allstar Weekend - "I Just Can't Wait to Be King" (The Lion King) - 3:33
2. Selena Gomez - "Trust in Me" (The Jungle Book) - 3:25
3. Honor Society - "Real Gone" (Cars) - 3:26
4. Tiffany Thornton - "If I Never Knew You" (Pocahontas) - 3:00
5. Mitchel Musso - "Stand Out" (A Goofy Movie) - 2:57
6. KSM - "Good Enough" (The Wild) - 3:53
7. Savannah Outen]- "Little Wonders" (Meet the Robinsons) - 3:32
8. Boo Boo Stewart - "Under the Sea" (The Little Mermaid) - 3:09
9. Bridgit Mendler - "When She Loved Me" (Toy Story 2) - 3:15
10. Drew Seeley - "Her Voice" (The Little Mermaid) - 3:02
11. Ruby Summer - "Bella Notte" (Lady and the Tramp) - 3:30
12. Anna Maria Perez de Taglé - "Part of Your World" (The Little Mermaid) - 3:41
13. Alyson Stoner - "What I've Been Looking For" (High School Musical) - 2:37
14. Demi Lovato - "Gift of a Friend" (Tinker Bell and the Lost Treasure) - 3:26
15. Debby Ryan - "Hakuna Matata" (The Lion King) - 3:20

## Singles
Demi Lovato - "Gift of a Friend" (Tinker Bell and the Lost Treasure) 

## Videoclips
Demi Lovato - "Gift of a Friend" (Tinker Bell and the Lost Treasure)
Genummerde albums: DisneyMania 1 · DisneyMania 2 · DisneyMania 3 · DisneyMania 4 · DisneyMania 5 · DisneyMania 6
Andere albums: DisneyRemixMania · Princess DisneyMania